# Eduardo Sainz de la Maza
Eduardo Sainz de la Maza y Ruiz (Burgos, 5 gennaio 1903 – Barcellona, 5 dicembre 1982) è stato un chitarrista e compositore spagnolo di musica classica.
Eduardo è il fratello minore di Regino Sáinz de la Maza. Entrambi studiarono con Daniel Fortea, a sua volta studente di Francisco Tárrega, ma fu Eduardo che studiò con Miguel Llobet fino alla fine degli anni '50 e poi gli dedicò alcune sue composizioni e suo lavoro di insegnamento.

## Composizioni più note
- Campanas de l'alba
- Habanera